# Kammerflimmern (Film)
Kammerflimmern (Internationaler Titel: Off Beat) ist ein deutsches Liebes-Drama aus dem Jahr 2004, das nicht nur Hendrik Hölzemanns Kinodebüt, sondern zugleich seine Drehbuch-Abschlussarbeit der Filmakademie Ludwigsburg ist.
Der Film wurde am 11. September 2004 beim Toronto International Film Festival uraufgeführt; die deutsche Erstaufführung fand bei den 38. Internationalen Hofer Filmtagen 2004 statt. In den USA war er erstmals am 15. Januar 2006 auf dem Berlin & Beyond Film Festival zu sehen.

## Handlung
Paul Partenheimer, von seinen Kollegen Crash genannt, überlebt in seiner Kindheit einen Tumor auf der rechten Wange und einen Autounfall, bei dem seine Eltern sterben und er nicht nur körperliche Narben davonträgt. Von den Ereignissen seiner Kindheit geprägt, versucht er 20 Jahre später, anderen Menschen als Rettungsassistent das Leben zu retten. Er erlebt dabei mit seinem Kollegen Fido jeden Tag die Abgründe und Leiden der Gesellschaft. Gleichzeitig wird der introvertierte Crash immer wieder von mysteriösen Träumen heimgesucht, in denen u. a. auch eine junge Frau zu sehen ist. Bei einem Einsatz trifft er auf November, eine Hochschwangere, deren Freund nach einer Überdosis Heroin stirbt. Sofort erkennt Crash, dass sie die „Frau seiner Träume“ ist. Schnell werden die beiden ein Paar und Crash scheint endlich aufzublühen.
Jedoch wird er während der Arbeit weiterhin mit Grenzsituationen konfrontiert. So kann er ein junges Mädchen nicht vom Selbstmord durch den Sprung von einem Hochhaus abbringen. Ein Obdachloser stirbt im Krankenhaus an einer nicht diagnostizierten Hypoglykämie, nachdem Crash aus Nachlässigkeit den Blutzuckertest vergessen und diesen Fehler im Krankenhaus vertuscht hatte.
Als bei November die Wehen einsetzen, rast das Paar im von Fido gesteuerten Rettungswagen in Richtung Krankenhaus. Dabei kommen sie von der Straße ab und verunglücken. Während das Baby noch an der Unfallstelle geboren wird, erleidet Paul ein Schädel-Hirn-Trauma. Fido versucht ihn zu reanimieren. Die Frage, ob er letztendlich überlebt, wird mit einem hörbar schlagenden Herzen in der letzten Szene beantwortet.

## Kritiken
„Die temporeiche Mischung aus mythischer Liebesgeschichte, rauschhaften »Coming-of-Age«-Impressionen und semidokumentarischen Szenen aus dem Sanitätsalltag verdichtet sich zu einer stilsicher erzählten Reise in die Schattenzonen der deutschen Gesellschaft“ urteilt der film-dienst in seiner Ausgabe 3/2005.
Jürgen Armbruster von Filmstarts kritisiert, Hendrik Hölzemann hätte bei der Verfilmung des von ihm während eines siebenmonatigen Australienaufenthalts geschriebenen Drehbuchs nicht selber Regie führen dürfen, wovon er bislang stets Abstand genommen hatte. Er sieht bei Hölzemann ein „schreiberisches Potenzial“ und „auch bei »Kammerflimmern« ist der Grundidee zunächst ein gewisser Reiz nicht abzusprechen […] doch […] liegt der Teufel im Detail“. So fehlt Armbruster bei den Nebenrollen die Detailschärfe der Charaktere, zugleich lobt er jedoch die Hauptcharaktere, welche „um ein Vielfaches diffiziler gezeichnet“ und „exzellent besetzt“ sind. Als Genickbruch erweist sich seiner Meinung nach neben der fehlenden Erfahrung hinsichtlich der Regieführung, die Hölzemann bis dato lediglich bei drei Kurzfilmen innehatte, insbesondere dass dem Film „die wirklichen Highlights fast gänzlich abgehen. Denkwürdige Szenen gibt es im ganzen Film eigentlich nur zwei“ und „wirklich packend wird »Kammerflimmern« nie“.
Thomas Schlömer vom Filmspiegel fand, „die Hingabe des Films ist einfach bemerkenswert“. Die Qualität des Filmes liege darin, die „Überdosis an Schicksalsschlägen und Dramatik […] konsistent […] zu präsentieren“, weswegen „die Arbeit von Sanitätern selten so unheroisch“ wie in „Kammerflimmern“ dargestellt wurde. Zugleich gelingt es Hölzemann „das unbändige Verlangen der Protagonisten nach körperlicher Nähe […] glaubwürdig und seelisch motiviert“ auf die Leinwand zu bringen. Dies wird nicht zuletzt durch die gute Leistung der Hauptdarsteller Jessica Schwarz und Matthias Schweighöfer erst ermöglicht, deren Arbeit Schlömer hervorhebt. Er schließt mit dem Fazit, der Film sei eine „symbolüberfrachtete Selbstfindungsgeschichte mit inhaltlichen Mängeln, aber von großer Hingabe“.

## Hintergrund
Der echte Rettungswagen 01-83-02 ist ein wesentlich moderneres Fahrzeug und wurde von Mitarbeitern des Malteser Hilfsdiensts und nun von Mitarbeitern des DRK Köln e. V. besetzt. Die im Film gezeigte Wache entspricht ebenfalls nicht der realen Feuerwache 1. Gedreht wurde stattdessen auf der Feuerwache 6 der Feuerwehr München sowie kurze Szenen in der BRK Hauptwache München im Stadtteil Lehel.
Die Sexszene aus dem Film wurde unter dem Titel „Loving pregnant girl“ auf das Porno-Internetportal Youporn eingestellt und erreichte mehr Besucher als der eigentliche Film.
Viele Details des Films sind autobiografischen Ursprungs, darunter auch die Krankheit der Hauptrolle Paul Partenheimer, denn der Regisseur Hendrik Hölzemann hatte in seiner Kindheit ebenfalls einen Tumor im Gesicht, von dessen Operation er eine Narbe davontrug. Auch teilt er die Faszination für das Skateboarding mit seinem Protagonisten, wobei er selbst neben dem Longboarding und Snowboarding auch Windsurfen betreibt. Zudem konnte Hölzemann beim Schreiben des Drehbuchs auf eigene Erfahrungen zurückgreifen, da er seinen Zivildienst als Rettungssanitäter in Köln absolvierte, um im Anschluss das Medizin-Studium aufzunehmen. „Aber als ich im Rettungswagen saß, fand ich das, was die Leute gesagt haben, immer viel interessanter als ihre Krankheiten“, so Hölzemann. Seine Erlebnisse führten dazu, dass es seiner Aussage nach in dem Film „keine einzige erfundene Figur“ gibt.
Matthias Schweighöfer musste für die Dreharbeiten das Skateboarden erlernen. Für die Szenen, die in der Halfpipe des Schrebergartens spielen, wurde eigens eine Konstruktion in einer Schrebergartensiedlung in Oberschleißheim angefertigt. Die weiteren Aufnahmen wurden in Köln und München gedreht. Das Deutsche Herzzentrum München sowie eine Klinik in Freising stellten die Räumlichkeiten für die Aufnahmen in der Notaufnahme zur Verfügung. Da kein Rettungsdienst zum Mitwirken in dem Film zu bewegen war, musste eine fiktive Ambulanz mit eigenem Emblem erfunden werden.
Fördermittel für die Produktion kamen aus dem FilmFernsehFonds Bayern, von der Filmförderungsanstalt Berlin Berlin sowie der Filmstiftung Nordrhein-Westfalen.

## Auszeichnungen
- 2005
  - Bayerischer Filmpreis
    - Beste Darstellerin an Jessica Schwarz
    - Bester Nachwuchsschauspieler an Matthias Schweighöfer

  - Deutscher Kamerapreis in der Kategorie Schnitt Fernsehfilm an Patricia Rommel
  - Preis der deutschen Filmkritik in der Kategorie Schnitt an Patricia Rommel
  - Film+ Schnitt Preis in der Kategorie Schnitt Preis Spielfilm an Patricia Rommel

Die Deutsche Film- und Medienbewertung (FBW) in Wiesbaden verlieh dem Film das Prädikat „wertvoll“.

## Nominierungen
- 2005
  - Deutscher Kamerapreis in der Kategorie Kamera Kinospielfilm an Lars Liebold
  - Deutscher Filmpreis
    - Beste darstellerische Leistung – Weibliche Nebenrolle an Ingeborg Westphal
    - Beste darstellerische Leistung – Weibliche Hauptrolle an Jessica Schwarz